# Jon Brion
Jon Brion (Glen Ridge (New Jersey), 11 december 1963) is een Amerikaans singer-songwriter, multi-instrumentalist, muziekproducent en componist van voornamelijk filmmuziek.
Brion trad op met The Excerpts, The Bats en The Grays voordat hij een gevestigde producent en filmcomponist werd. Brion heeft muziek geproduceerd voor artiesten als Fiona Apple, Robyn Hitchcock, Aimee Mann, Brad Mehldau, of Montreal, Rufus Wainwright en Kanye West. Hij componeerde meerdere malen de filmmuziek voor filmregisseur Paul Thomas Anderson waarmee hij in 1996 voor de film Hard Eight zijn filmmuziek debuut maakte. In 2001 bracht hij zijn eerste solo-album Meaningless uit. Brion werd tweemaal genomineerd voor een Grammy Award voor beste filmmuziek-album met Magnolia in 2001 en Eternal Sunshine of the Spotless Mind in 2005.

## Albums
- 1982: How Pop Can You Get? (als The Bats)
- 1994: Ro Sham Bo (als The Grays)
- 2001: Meaningless

## Filmografie
- 1996: Hard Eight (met Michael Penn)
- 1999: Magnolia
- 2002: Punch-Drunk Love
- 2004: Eternal Sunshine of the Spotless Mind
- 2004: I Heart Huckabees
- 2006: The Break-Up
- 2008: Synecdoche, New York
- 2008: Step Brothers
- 2010: The Other Guys
- 2011: The Future
- 2012: ParaNorman
- 2012: This Is 40
- 2013: Delivery Man
- 2014: The Gambler
- 2015: Trainwreck
- 2017: Wilson
- 2017: Lady Bird
- 2018: Le Grand Bain
- 2018: Christopher Robin (Nederlands: Janneman Robinson & Poeh) (met Geoff Zanelli)